# Volba izraelského prezidenta 1993

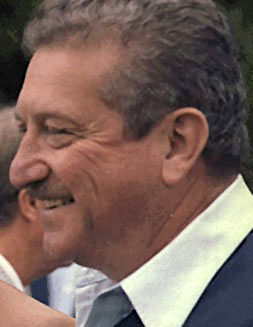
Vítězem voleb se stal Ezer Weizman

Volba izraelského prezidenta se v Knesetu konala 24. března 1993 po vypršení druhého pětiletého funkčního období dosavadního prezidenta Chajima Herzoga. Kandidáty byli Ezer Weizman, někdejší velitel Izraelského vojenského letectva, a Dov Šilansky, který dříve zastával funkci předsedy Knesetu. Kvůli chybě při sčítání hlasů se hlasování opakovalo a na základě druhého platného hlasování zvítězil Ezer Weizman, který získal 66 hlasů, proti 53, které získal Šilansky.

## Kandidáti
- Ezer Weizman – bývalý velitel Izraelského vojenského letectva, poslanec a ministr obrany, architekt mírové smlouvy s Egyptem a synovec prvního prezidenta Chajima Weizmanna
- Dov Šilansky – bývalý člen Irgunu, poslanec, náměstek ministra a předseda Knesetu

## Výsledky
| kandidáti        | hlasy   | hlasy   | hlasy |
| kandidáti        | 1. kolo | 2. kolo |       |
| ---------------- | ------- | ------- | ----- |
| Ezer Weizman     | 68      | 66      |       |
| Dov Šilansky     | 55      | 53      |       |
| prázdných lístků | 1       | 1       |       |
| zdrželo se       | 0       | 0       |       |

Po prvním kole hlasování se zjistilo, že namísto 120 hlasů (tj. plného počtu poslanců Knesetu) bylo sečteno 124 hlasů. Předseda Knesetu Szewach Weiss se za nastalou situaci omluvil a nařídil nové kolo hlasování. To vyhrál Weizman.